# 帕特里克·哈格尔
帕特里克·哈格尔（德語：Patrick Hager，1988年9月8日—），德国男子冰球运动员。他曾代表德国参加2018年和2022年冬季奥林匹克运动会冰球比赛，其中2018年冬季奥运会获得一枚银牌。